# 솽후현

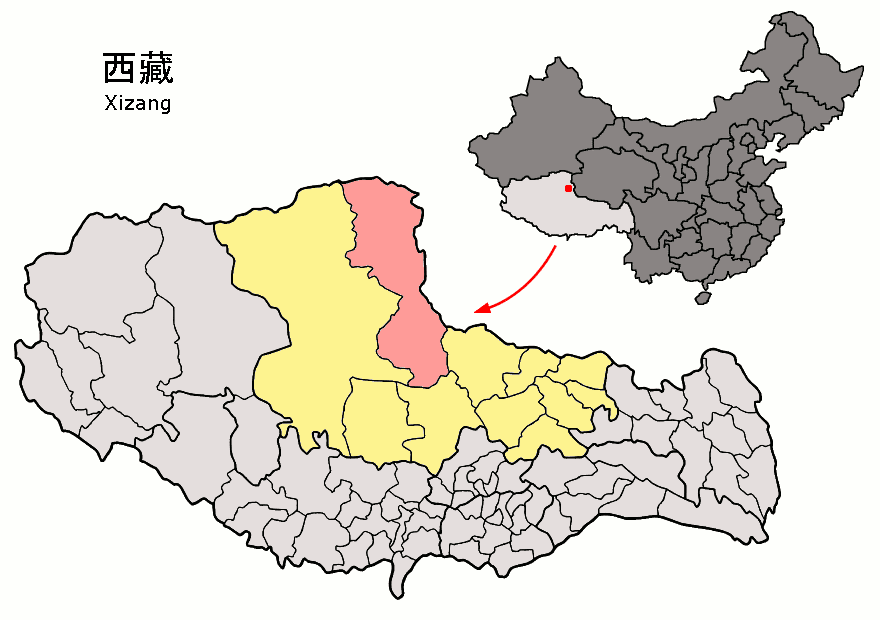
솽후 특별구의 위치

솽후현(티베트어: མཚོ་གཉིས་དོན་གཅོད་ཁྲུའུ་ལྗོངས་ 초니된쬐투 종, 중국어: 双湖县, 병음: Shuānghú Xian)는 티베트 자치구 나취 지구의 현급 행정구역이다. 넓이는 116637.18km2이고, 인구는 2007년 기준으로 9,700명이다.

## 행정 구역
1개 진, 6개 향을 관할한다.
- 진: 措折罗玛镇
- 향: 协德乡 , 雅曲乡 , 嘎措乡 , 措折强玛乡 , 多玛乡 , 巴岭乡

## 같이 보기
- 쿤룬산맥